# John T. Spriggs

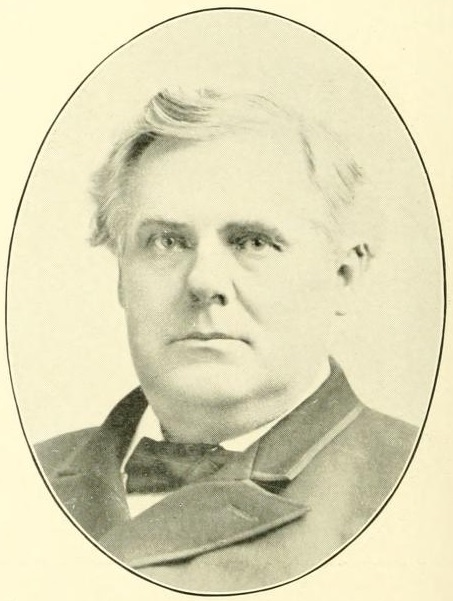
John T. Spriggs

John Thomas Spriggs (* 5. April 1825 in Peterborough, Großbritannien; † 23. Dezember 1888 in Utica, New York) war ein US-amerikanischer Jurist und Politiker. Zwischen 1883 und 1887 vertrat er den Bundesstaat New York im US-Repräsentantenhaus.

## Werdegang
John Thomas Spriggs wurde während der Regierungszeit von Georg IV. in der Grafschaft Northamptonshire geboren. Die Familie wanderte 1836 in die Vereinigten Staaten ein und ließ sich in Whitesboro im Oneida County nieder. Er besuchte das Hamilton College in Clinton und graduierte dann 1848 am Union College in Schenectady. Spriggs studierte Jura. Nach dem Erhalt seiner Zulassung als Anwalt 1848 begann er in Whitesboro zu praktizieren. Seine Studienzeit war vom Mexikanisch-Amerikanischen Krieg überschattet. 1853 war er Staatsanwalt (prosecuting attorney) im Oneida County und 1854 County Treasurer. Politisch gehörte er der Demokratischen Partei an. Er nahm 1860 als Delegierter an der Democratic National Convention in Baltimore teil. Die Folgejahre waren vom Bürgerkrieg geprägt. Zwischen 1868 und 1880 war er Bürgermeister von Utica. Während dieser Zeit nahm er 1872 und 1880 wieder als Delegierter an den Democratic National Conventions teil.
Bei den Kongresswahlen des Jahres 1882 für den 48. Kongress wurde Spriggs im 23. Wahlbezirk von New York in das US-Repräsentantenhaus in Washington, D.C. gewählt, wo er am 4. März 1883 die Nachfolge von Cyrus D. Prescott antrat. Er wurde einmal wiedergewählt. 1886 erlitt er bei seiner zweiten Wiederwahlkandidatur eine Niederlage und schied dann am 3. März 1887 aus dem Kongress aus. Während seiner letzten Amtsperiode hatte er den Vorsitz über das Committee on Accounts.
Danach ging er wieder seiner Tätigkeit als Anwalt nach. Er verstarb am 23. Dezember 1888 in Utica und wurde dann auf dem gleichnamigen Friedhof in Whitesboro beigesetzt.